# Cordia elaeagnoides
Cordia elaeagnoides är en strävbladig växtart som beskrevs av Dc.. Cordia elaeagnoides ingår i släktet Cordia, och familjen strävbladiga växter. Inga underarter finns listade i Catalogue of Life.